# 卡罗琳·汤森
卡罗琳·汤森（英語：Caroline Townsend，1854年—1889年）是一位美国设计师和刺绣师，以其在蒂芙尼公司的设计工作以及Associated Artists的首席设计师而闻名。

## 早期生活
卡罗琳·汤森出生于纽约州奥尔巴尼。1880年，她离开家，在装饰艺术协会康涅狄格州哈特福德分会教授水彩画和瓷器画。她在哈特福德任教一年，然后前往纽约市。

## 职业
1881年5月，装饰艺术协会在麦迪逊广场美国美术馆举办的刺绣比赛中，汤森的门帘赢得了500美元的一等奖。
通过在协会举办的纺织品展览，汤森认识了坎迪斯·惠勒，并开始与她在联合艺术家合作，这反过来又促进了她与蒂芙尼的合作。
汤森最终在康涅狄格州法明顿领导了一个由妇女组成的小团体，并教她们刺绣。该团体向基座基金艺术贷款展提交了一幅门帘。最终离开美联社后，汤森在巴黎朱利安学院和纽约艺术学生联盟学习绘画。 
1889年，即与温思罗普·斯卡德结婚一年后，汤森突然去世。

### 风格
汤森经常绣花，这表现出了令人惊讶的针线深度。她的花卉设计受到威廉·莫里斯和皇家艺术学院刺绣的影响。她使用各种针脚和颜色来创造深度幻觉的技术表明受到惠勒的影响。

### 接待
汤森赢得了评论家和同时代人的高度赞扬。
《时尚芭莎》在描述她在1881年装饰艺术协会竞赛中获得最高奖项的门帘时写道：
其效果是透过一扇敞开的窗户，看着立在窗台上的一罐枝繁叶茂的玫瑰。窗户的框架以一种独特而难以形容的橄榄色毛绒色调为代表。。。这只大罐子是用金色和红色的锦缎切割而成的，口中垂着玫瑰花枝，缝在上面绣着玫瑰花的乳白色缎面上。玫瑰本身在各种色调上都经过了精致而奢华的加工，从纯白色到玫瑰的浓郁红色，再到花园玫瑰的清澈黄色。窗帘是一件非凡的针线活，只用一只手就能在这么短的时间内完成。——Harper's Bazaar
路易斯·C·蒂芙尼写道，汤森德不择手段地使用每一种可能的针法来复制针线活中色彩和阴影的绘画效果。
坎迪斯·惠勒形容汤森是她所认识的最好的刺绣师之一。

## 工作

### 奖项和提名
门廊设计一等奖，装饰艺术协会，1881年5月。 